# Roncus tuberculatus
Roncus tuberculatus är en spindeldjursart som beskrevs av Giulio Gardini 1991. Roncus tuberculatus ingår i släktet Roncus och familjen helplåtklokrypare. Inga underarter finns listade i Catalogue of Life.